# بلدية سانتا كروز كابراليا
بلدية سانتا كروز كابراليا هي بلدية في البرازيل، تتبع باهيا، بلغ عدد سكانها 23٬888  نسمة، في 2000، تبلغ مساحتها 1٬550٫791 كيلومتر مربع.

## الموقع
تشترك في الحدود مع:
- بورتو سيجورو.

## مدن توأم
المدن التوأم:
- Manteigas [الإنجليزية]‏.